# Деклінатор
Деклінатор (від лат. declino — «відхиляю»; рос. деклинатор, англ. declinator, нім. Deklinator m, Deklinationskompaß m) — прилад для вимірювання магнітного схилення; складається з підковоподібного магніту, підвішеного на нитці з кварцу, скла або вольфраму, горизонтально встановленої візирної труби для спостереження за положенням магніту, каркаса і підставки для кріплення деклінатора на теодоліті або на нерухомій підставці.
На південному кінці магніту укріплене дзеркальце. Спостереження за положенням магніту ведуться за принципом автоколімації. Сполучення магнітної осі підвісного магніту з площиною магнітного меридіана досягається поворотом підставки або алідади теодоліта.